# Tlacopan

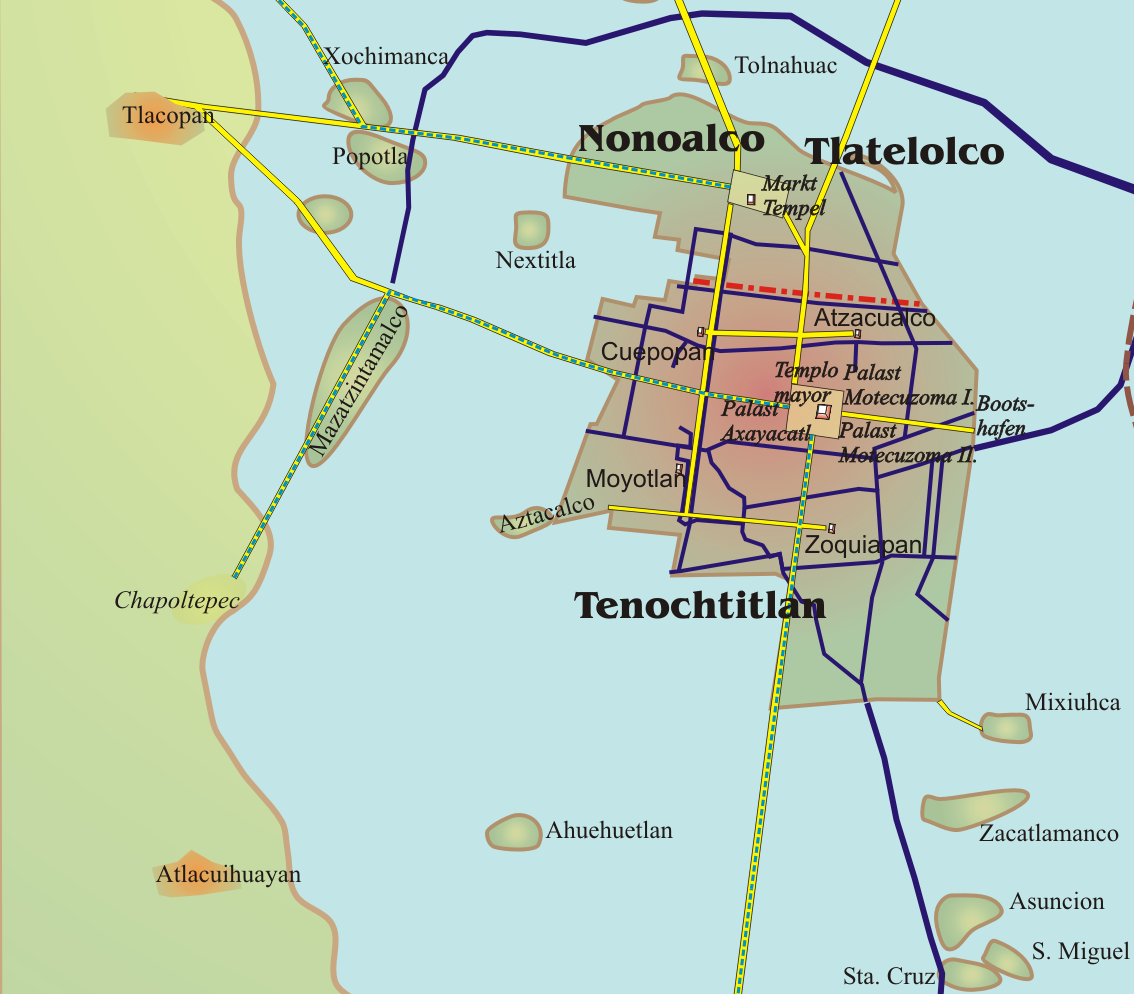
Tlacopan am West-Ufer des Texcoco-See, gegenüber von Tenochtitlán

Tlacopan (Betonung auf der mittleren Silbe, Nahuatl: Tlacōpan, gebildet aus tlacōtl, Stab, Stock, und dem Lokalsuffix -pan, Im Bereich von …, eine sinnvolle Übersetzung ist daraus nicht möglich) war ein ehemals bedeutender Stadtstaat des präkolumbischen Mesoamerika. Er lag am westlichen Ufer des Texcoco-Sees und war über einen Damm mit der Aztekenmetropole Tenochtitlán verbunden.

## Präkolumbische Zeit
Anfänglich gehörte das von Tlacomatzin gegründete Tlacopan dem Reich der Tepaneken an und war ein Vasallenstaat des benachbarten Azcapotzalco. Nach dem Tod des Königs von Azcapotzalco im Jahre 1427/1428 verbündete sich Tlacopan jedoch mit Tenochtitlán und Texcoco – bis dahin ebenfalls tributpflichtige Staaten – und unterwarf die ehemalige Großmacht, die daraufhin in der Bedeutungslosigkeit versank. Es übernahm deren Führungsrolle und stieg als Mitglied des aztekischen Dreibundes selbst zur maßgeblichen politischen Kraft in der Region auf. So gab sich Totoquihuaztli, der Herrscher von Tlacopan, zu dieser Zeit den Titel Tepaneca tecuhtli („Herrscher der Tepaneken“), den er wahrscheinlich von den Herrschern von Atzcapotzalco übernahm. Obwohl sich Tlacopan den Azteken gegenüber stets loyal verhielt, blieb es doch der schwächste Partner im aztekischen Dreibund und erhielt lediglich ein Neuntel der Tributzahlungen, die sich aus den gemeinsamen Eroberungszügen ergaben.

## Spanische Eroberung
Nach der so genannten Noche Triste („Traurige Nacht“) legte Hernán Cortés nach der Vertreibung aus Tenochtitlán hier seinen ersten Halt ein.
Bei der Zerstörung von Tenochtitlán im Jahre 1521 wurde Tlacopan dem Erdboden gleichgemacht. Hier wüteten besonders schwere Kämpfe, denn eine der Dammbrücken, welche die aztekische Hauptstadt mit dem Festland verbanden, hatte hier ihren Ausgangspunkt.

## Neuzeit
Nach der Eroberung durch die Spanier setzte sich zunehmend der an die spanische Aussprache angepasste Name Tacuba durch. Tacuba war eine der wenigen dauerhaften, d. h. nicht auf die Lebenszeit des Begünstigten und seiner unmittelbaren Nachfahren begrenzten Encomienden. Sie war anlässlich ihrer Eheschließung der legitimen Tochter Moctezumas, Isabel am 27. Juni 1526 von Hernán Cortés verliehen worden.
Tacuba blieb bis zum Ende des 19. Jahrhunderts eine selbstständige Gemeinde, die rund 10.000 Einwohner zählte. Heute ist Tacuba ein Stadtteil von Mexiko-Stadt, der vornehmlich von Industrieanlagen geprägt ist und zum Verwaltungsbezirk „Miguel Hidalgo“ gehört. Als Sehenswürdigkeit ist u. a. der „Arbol de la Noche Triste“ („Baum der Traurigen Nacht“) zu erwähnen: Unter dieser Mexikanischen Sumpfzypresse soll Hernán Cortés der Legende nach seine anfängliche Niederlage bei Tenochtitlán beweint haben.